# مدرسه فیلم لندن
مدرسه فیلم لندن (به انگلیسی: London Film School) یک مدرسه فیلم در لندن است که در یک کارخانه آبجوسازی تغییر کاربری یافته در کاونت گاردن، لندن، در همسایگی سوهو، مرکز صنعت فیلم بریتانیا واقع شده‌است. این مدرسه فیلم قدیمی‌ترین مدرسه فیلم در بریتانیا است.